# Blauer Sonnenbarsch

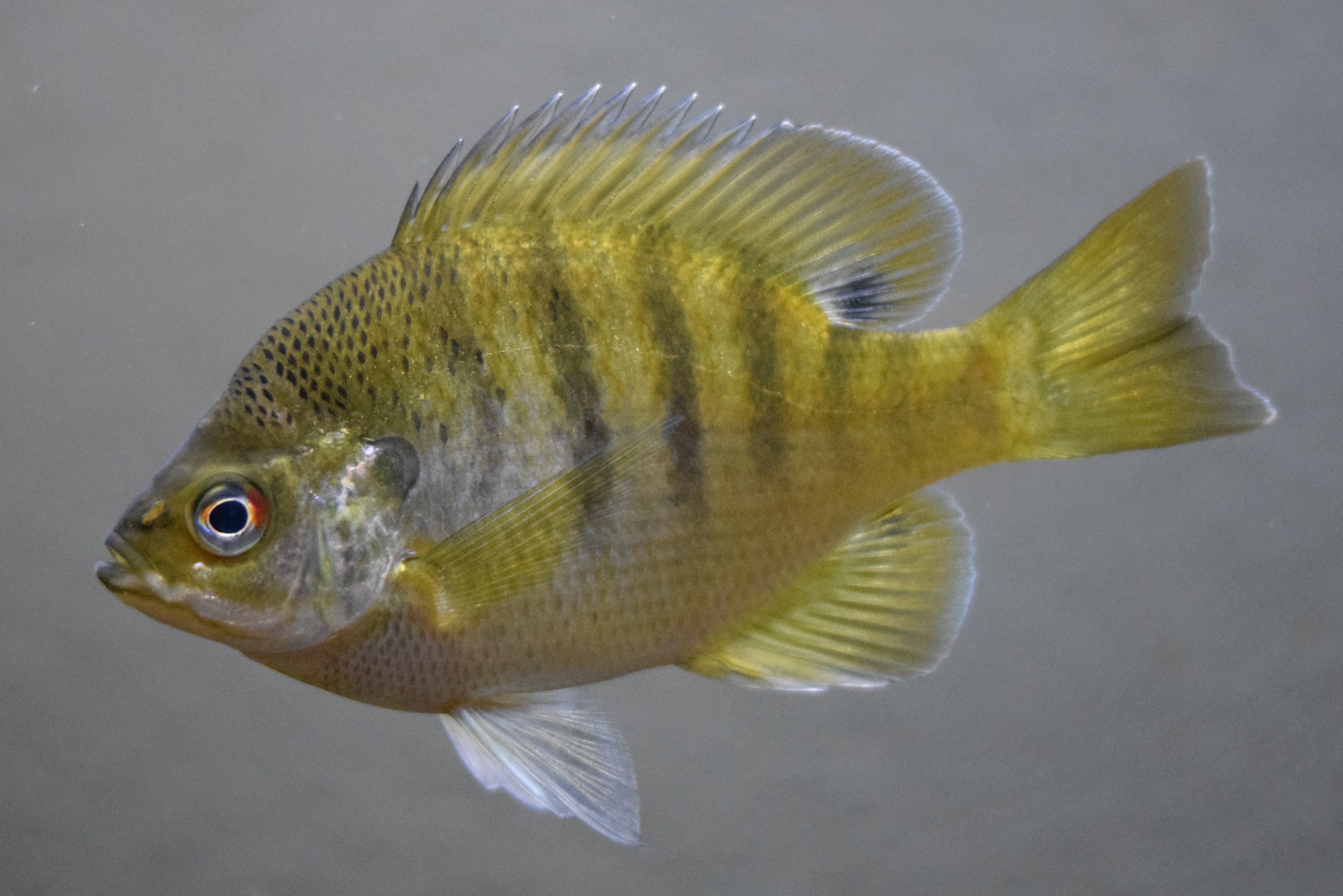
Blauer Sonnenbarsch

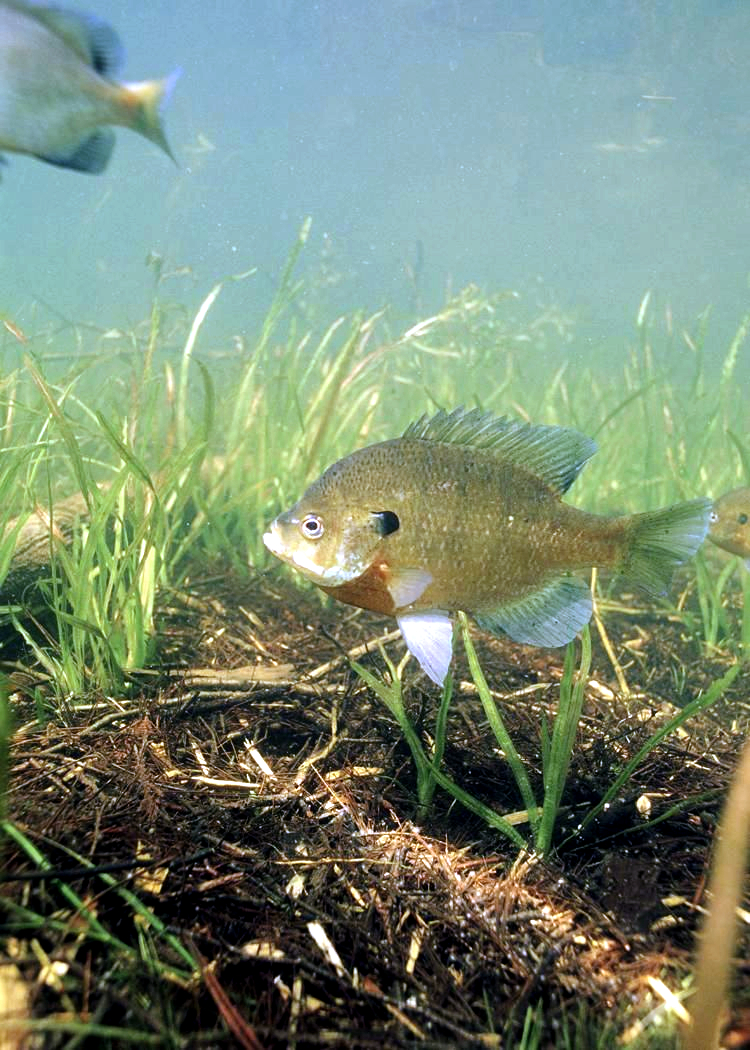
Blauer Sonnenbarsch in Unterwasserlandschaft

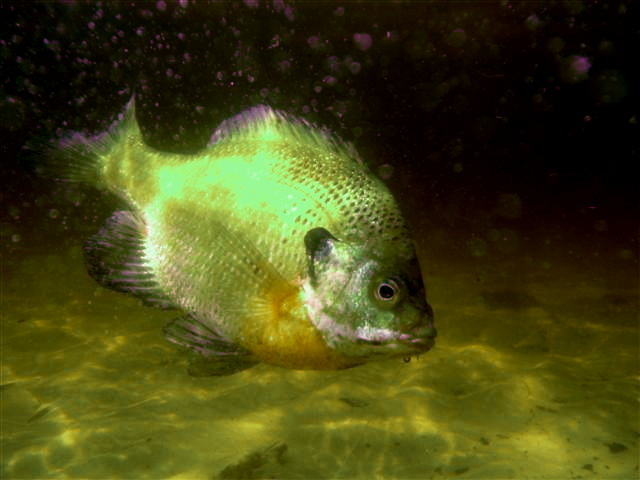
Blauer Sonnenbarsch am Sandgrund des Trustom Pond National Wildlife Refuge in Connecticut

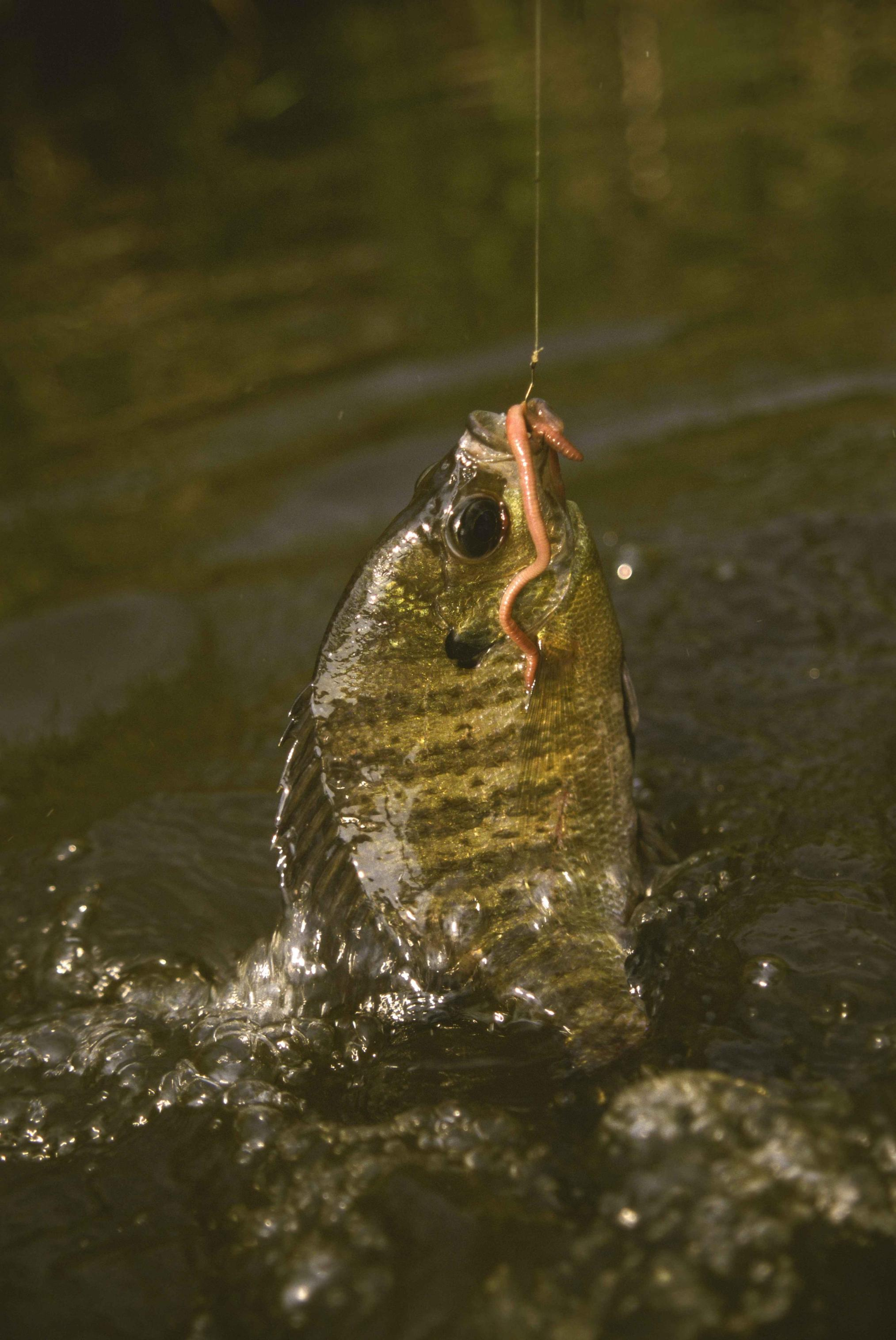
Blauer Sonnenbarsch mit Wurm gefangen

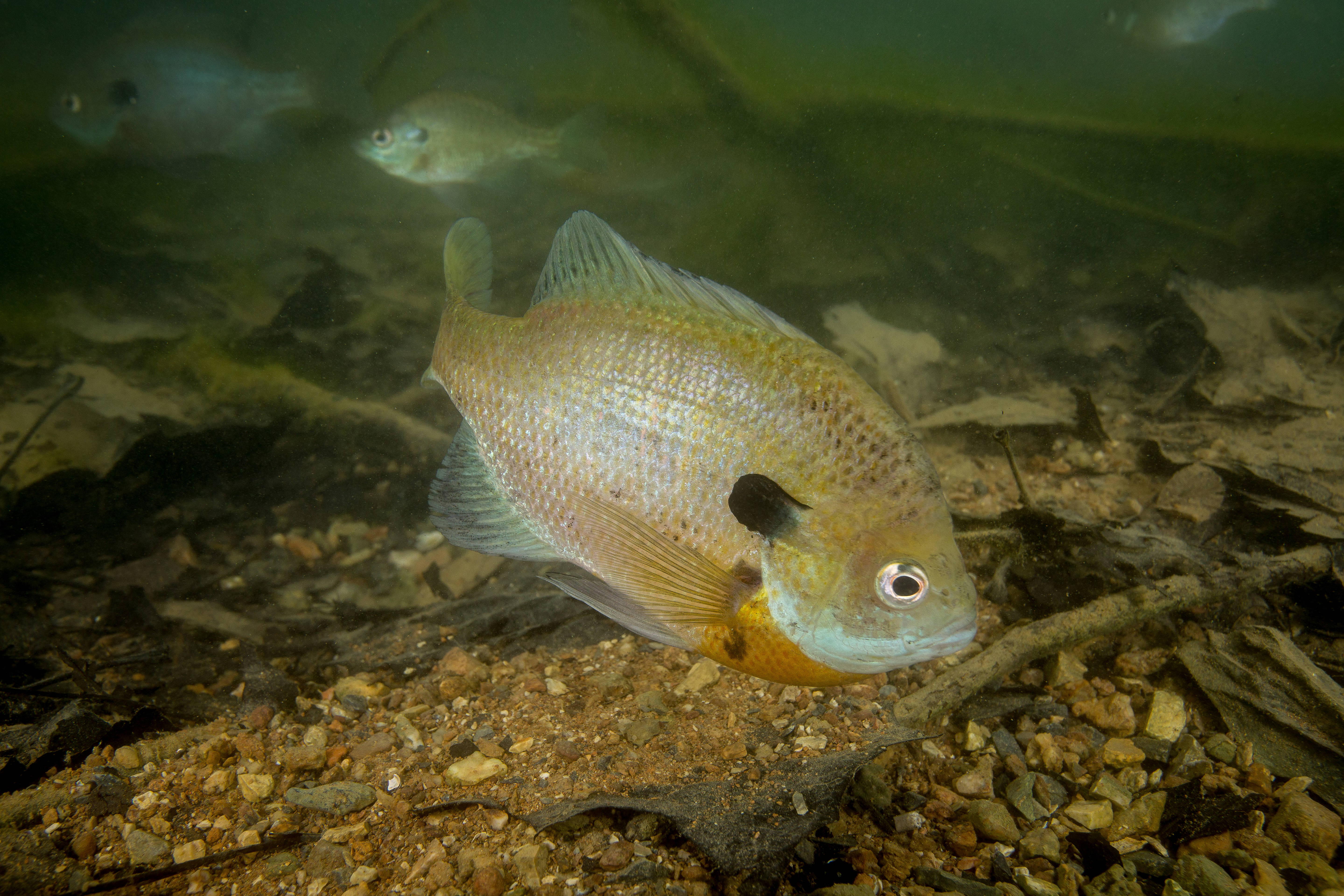
Blauer Sonnenbarsch mit charakteristisch schwarzem Kiemendeckel

Der Blaue Sonnenbarsch (Lepomis macrochirus), englisch Bluegill, ist eine Barschart aus der Familie der Sonnenbarsche (Centrarchidae) und gehört zu den Barschverwandten (Percomorphaceae). Der Blaue Sonnenbarsch ist seit 1986 der Staatsfisch des US-Bundesstaates Illinois.

## Vorkommen
Lepomis macrochirus ist in Nordamerika beheimatet und lebt in langsam fließenden Strömen, Flüssen, Seen (u. a. Sankt-Lorenz-Strom, Große Seen und Mississippi-Flusssystem) und Teichen. Vor allem findet man ihn östlich der Rocky Mountains. Sein Verbreitungsgebiet dehnt sich von Virginia bis Florida, dem westlichen Texas und nördlichen Mexiko, vom westlichen Minnesota bis ins westliche New York aus. Bekannte Gewässer finden sich im Santee-Cooper-Flusssystem in South Carolina, Tennessee Valley, Kentucky und Texas. Der Blaue Sonnenbarsch, der einen Salzgehalt bis 1,8 % toleriert, wurde auch im Brackwasser der Chesapeake Bay gefunden.
Blaue Sonnenbarsche wurden in Europa, Südafrika, Zimbabwe, Asien, Südamerika und in Teilen von Ozeanien eingeführt. In einigen Ländern wie Deutschland oder Japan wurde Lepomis macrochirus als invasive Spezies eingestuft. In Japan wurden Exemplare dieser Fischart 1960 dem Kronprinzen Akihito vom Bürgermeister Chicagos, Richard J. Daley, als Geschenk mitgebracht. Von dort aus wurden sie in nationale Einrichtungen der Fischereiforschung verbracht und entkamen in die Freiheit. Insbesondere im Biwa-See richteten sie große Schäden an, indem sie einheimische Arten verdrängten.

## Beschreibung
Der Blaue Sonnenbarsch ist hochrückig, seitlich abgeflacht und trägt gezahnte Ctenoidschuppen. Der Fisch hat ein oberständiges Maul und fleischige Lippen. Er kann zwischen 30 und 40 Zentimeter lang und bis zu zwei Kilo schwer werden. 1950 wurde im Ketona Lake bei Birmingham (Alabama) ein Ausnahmefisch von 2,15 Kilogramm gefangen. Typisch für den Blauen Sonnenbarsch ist seine farbenprächtige Zeichnung mit einem intensiven Blau, Violett, Purpurrot über einem schwarzen Fleck auf dem Kiemendeckel und einem olivdunklen Band entlang der Seitenlinie. Der Bauchbereich ist häufig gelb bis orange gefärbt. Die Farbzeichnung wird auf neuronaler Basis (physiologischer Farbwechsel) von Chromatophoren kontrolliert. Der Blaue Sonnenbarsch ähnelt damit seinen nahen Verwandten, dem Orangeflecken-Sonnenbarsch (Lepomis humilis) und dem Rotohr-Sonnenbarsch (Lepomis microlophus).

## Lebensweise
Lepomis macrochirus ist ein Allesfresser und frisst eine Vielzahl von Nahrung, welche von der Größe her gerade in sein Maul passt. Dazu gehören kleine Wasserinsekten und Kleinfische, häufig Jungfische. Sie spielen in der Nahrungskette nordamerikanischer Gewässer eine wichtige Schlüsselrolle und dienen ihrerseits wiederum als Beutefisch für andere größere Barscharten (Schwarzbarsche, Forellenbarsche u. a.), Hechte, Muskellunge, Zander und Forellen. Darüber hinaus werden sie von  Fischreihern, Eisvögeln, Schnappschildkröten und Fischottern bejagt. Ihre hochrückige Körperform und ihre stachelige Rückenflosse können jedoch Probleme beim Verschlucken verursachen.
Der tagaktive Blaue Sonnenbarsch lebt häufig in Bodennähe und sucht Unterwasserstrukturen wie versunkene Baumstämme, Totholz oder Wasserpflanzenfelder als Deckung und Versteckmöglichkeit auf. Im Verlauf des Tages und der Jahreszeit hält er sich in unterschiedlichen Wassertiefen auf. Er bevorzugt flache Gewässer mit Temperaturen zwischen 16 und 27 °C. Hohe Wassertemperaturen machen ihnen wenig aus; sie meiden aber in der Regel direkte Sonneneinstrahlung. Adulte Tiere schweben häufig auf der Suche nach Plankton und anderen Wasserlebewesen direkt unter der Wasseroberfläche. In Schulen von zehn bis 20 Tieren mischen sie sich häufig mit anderen Sonnenbarscharten wie Gemeinen Sonnenbarschen/Kürbiskernbarschen (Lepomis gibbosus), Orangegefleckten Sonnenbarschen (Lepomis humilis), Schwarzflecken-Sonnenbarschen (Pomoxis nigromaculatus) und anderen.
Jungfische ernähren sich von Kleinstlebewesen wie Wasserflöhen, Köcherfliegen, Libellenlarven, Krebstieren, Blutegeln, Wasserschnecken und Fischbrut. Bei Nahrungsknappheit fressen Blaue Sonnenbarsche auch pflanzliche Nahrung oder den eigenen Nachwuchs. Wie bei vielen anderen Fischarten finden die Hauptfressphasen bei guter Sichtbarkeit überwiegend in den Morgen- und Abendstunden statt. Blaue Sonnenbarsche saugen ihre Nahrung aktiv, durch Verwendung des Pharynx, mit dem Wassersog ein, so dass die Beute nur 1,75 Zentimeter vom Maul entfernt sein muss.
Blaue Sonnenbarsche können mit ihren Flossenbewegungen hohe Geschwindigkeiten erreichen, rückwärts schwimmen und sind in der Lage, gut zu manövrieren. Diese Fluchten helfen ihnen in vielen Situationen, ihren Räubern zu entkommen.
Die Laichzeit für Bluegills beginnt Ende Mai und erstreckt sich bis in den August hinein mit einem Höhepunkt im Juni bei Wassertemperaturen von 19 bis 27 °C. Der Laichvorgang findet im flachen Wasser über einem Laichbett statt, welches von den Männchen verteidigt wird. Ihr Territorialverhalten ist so stark ausgeprägt, dass sie auch Taucher mit Drohgebärden zu vertreiben suchen. Sportfischer machen sich dieses Verhalten zu Nutze, indem sie den Fischen in dieser Zeit Kunstköder anbieten, die von den Männchen heftig attackiert werden.
Weibliche Tiere werden mit kreisenden Bewegungen und Grunzlauten ins Laichbett gelockt. Dabei zeigt das Männchen auch dem Weibchen gegenüber ein dominant-aggressives Verhalten. Kleinere Weibchen können circa 1000 Eier produzieren, während größere, gesunde Weibchen bis zu 100.000 Eier produzieren können. Das Wachstum der Jungfische verläuft in den ersten drei Jahren rasant, verlangsamt sich dann zunehmend wieder. Die Fische können zwischen fünf und acht, im Extremfall bis zu elf Jahren alt werden.

## Wirtschaftliche Bedeutung
Blaue Sonnenbarsche sind in den USA populäre „Pfannenfische“ (engl. „Panfish“), die wegen ihrer weiten Verbreitung und ihrer relativ leichten Fängigkeit bei Sportfischern sehr beliebt sind. Sie können mit lebenden Naturködern wie Würmern, Grillen, Heuschrecken, Maden, kleinen Fröschen, Garnelenstückchen, aber auch Brot, Mais und anderen Lebensmitteln gefangen werden. Bei Morgen- und Abendlicht reagieren sie auf Kunstköder mit stark leuchtenden Farben wie Rot, Orange, Gelb oder Grün. In einigen Gewässern wie zum Beispiel dem kanadischen Lake Scugog haben sie sich an menschliche Gegenwart gewöhnt, sind zutraulich und können leicht angelockt werden. Da der Blaue Sonnenbarsch in den Sommermonaten bis zu einem Sechsfachen des eigenen Körpergewichtes fressen kann, spielt er bei der Bewirtschaftung von Teichen eine Rolle, indem er unerwünschte Krebse und Insekten vertilgt.
Lepomis macrochirus kann auch in größeren Aquarien gehalten werden.